# Riza Durmisi
Riza Durmisi (* 8. Januar 1994) ist ein dänisch-albanischer Fußballspieler.
Er genoss seine fußballerische Ausbildung bei Brøndby IF und absolvierte dort im Jahr 2012 seine erste Partie im Profifußball. 2016 zog es ihn nach Spanien zu Betis Sevilla, ehe er nach zwei Jahren sich in Italien Lazio Rom anschloss. Diese verliehen Durmisi ab 2020 an OGC Nizza in Frankreich und danach innerhalb Italiens an US Salernitana. Seit der Wintertransferperiode der Saison 2021/22 ist er an Sparta Rotterdam in den Niederlanden verliehen. Des Weiteren spielte Riza Durmisi seit der U16 für dänische Nachwuchsnationalmannschaften und debütierte im Jahr 2015 für die A-Nationalmannschaft Dänemarks.

## Karriere

### Verein
Durmisi, dessen albanische Familie als Gastarbeiter aus der SFR Jugoslawien und heutigen Nordmazedonien (bis 2019 Mazedonien) nach Dänemark ausgewandert war, wuchs im Kopenhagener Vorort Ishøj auf und trat in seiner Kindheit Brøndby IF bei. Am 26. August 2012 gab er im Alter von 18 Jahren beim 1:1 am siebten Spieltag der Superliga im Spiel gegen Esbjerg fB sein Profidebüt. Nach vier Einsätzen in der Saison 2012/13 wurde er in den Profikader übernommen und kam schließlich in der Saison 2013/14 zu 32 Einsätzen. Sein erstes Tor als Profi erzielte er am 10. November 2013 beim 3:0-Sieg am 15. Spieltag gegen Aarhus GF. Brøndby IF erreichte die Qualifikation zur Europa League und schied in der Saison 2014/15 in der dritten Qualifikationsrunde gegen den FC Brügge aus. Durmisi kam in beiden Partien zum Einsatz und spielte zudem 28-mal in der Liga, über die Brøndby IF erneut in die Europa-League-Qualifikation einzog. Dort schied man in den Play-offs gegen PAOK Thessaloniki aus; Durmisi war in sieben von acht Partien zum Einsatz gekommen. In der Liga wurde er in der Saison 2015/16 in 29 Spielen eingesetzt.
Im Sommer 2016 wechselte Durmisi in die Primera División zu Betis Sevilla. Am 20. August 2016 gab er beim 2:6 am ersten Spieltag im Auswärtsspiel gegen den FC Barcelona sein Debüt für die Andalusier. In seiner ersten Saison in Sevilla wurde Durmisi 27 von 38 Partien eingesetzt und stand dabei in jedem Spiel in der Startformation. Dabei wurde er zumeist in der linken Außenverteidigung eingesetzt. Betis Sevilla war in dieser Saison nie besser als Platz 10 und hatte stattdessen Tuchfühlung auf die Abstiegsränge, konnte aber mit dem 15. Tabellenplatz sich den Klassenerhalt sichern. Auch in der Saison 2017/18 kam Durmisi oftmals nicht zum Einsatz und spielte in 24 von 38 Ligapartien, wobei er in 23 in der Startaufstellung stand. Gleichfalls wurde der Däne oftmals als linker Außenverteidiger eingesetzt, kam allerdings auch manchmal im linken Mittelfeld zum Einsatz. War Betis nach dem 21. Spieltag noch auf Platz 13, kletterten sie dank einer Leistungssteigerung auf einen Europapokalrang und belegten zum Saisonende den sechsten Platz, womit sich der Verein für die UEFA Europa League qualifizierte.
In der Sommerpause 2018 folgte ein Wechsel in die Serie A zu Lazio Rom. Auch verletzungsbedingt konnte sich Durmisi in seiner ersten Saison in der italienischen Hauptstadt nicht durchsetzen. Die Römer, die zu dieser Zeit von Simone Inzaghi betreut wurden, standen zwischenzeitlich auf dem vierten Platz, der zur Teilnahme an der UEFA Champions League berechtigt hätte, belegten allerdings zum Saisonende den achten Platz. Jedoch gewannen sie die Coppa Italia, nachdem im Finale Atalanta Bergamo mit 2:0 geschlagen wurde. In der UEFA Europa League schied Lazio Rom in der Zwischenrunde gegen den FC Sevilla aus. Genau wie die erste Spielzeit verlief auch die folgende Saison für Durmisi eher schlecht und in der Hinrunde kam er nicht zum Einsatz, wobei er auch zu Saisonbeginn wegen einer Oberschenkelverletzung ausfiel. Daher folgte in der Winterpause eine Leihe in die Ligue 1 zu OGC Nizza. Da die Saison wegen der COVID-19-Pandemie vorzeitig abgebrochen wurde, kam Durmisi zu lediglich fünf Pflichtspielen (davon vier in der Liga). Zur Saison 2020/21 kehrte er zu Lazio Rom zurück, allerdings liehen diese ihn in der Winterpause der besagten Spielzeit in die Serie B an US Salernitana aus. Auch hier wurde Durmisi nicht glücklich und spielte in lediglich fünf Partien. Daraufhin folgte die Rückkehr die Rückkehr zu Lazio, gefolgt von der nächsten Leihe, nun in die Eredivisie an Sparta Rotterdam. Als linker Außenverteidiger spielte Durmisi in neun von 14 Eredivisie-Spielen und stand dabei in acht Partien in der Anfangself.

### Nationalmannschaft
Durmisi kam zu sieben Einsätzen für die dänische U16-Nationalmannschaft. Er nahm mit der U17 an der U17-Europameisterschaft 2011 in Serbien teil und schied mit der Mannschaft im Halbfinale gegen Deutschland aus. Bei der U17-Weltmeisterschaft 2011 in Mexiko schied er mit der dänischen U17 nach der Gruppenphase aus, dabei kam er in allen drei Partien zum Einsatz.
Durmisi absolvierte 15 Einsätze für die dänische U19-Nationalelf und spielte am 6. September 2013 beim 6:0-Sieg im EM-Qualifikationsspiel in Aalborg gegen Andorra zum ersten Mal für die dänische U21-Nationalmannschaft. Er kam in der Qualifikation zu fünf Einsätzen und wurde von Trainer Jess Thorup in das Aufgebot für die EM-Endrunde in Tschechien nominiert. Er kam hierbei im dritten und letzten Gruppenspiel gegen Serbien zum Einsatz; die dänische U-21 erreichte das Halbfinale und schied dort gegen den späteren Titelträger Schweden aus.
Am 8. Juni 2015 debütierte Durmisi für die dänische A-Nationalmannschaft bei einem 2:1-Sieg im Testspiel gegen Montenegro. Er wurde in der 73. Minute für Simon Poulsen eingewechselt. Sein bisher letztes Spiel absolvierte er am 22. März 2018 beim 1:0-Sieg in einem Testspiel gegen Panama. Für den dänischen Kader für die Weltmeisterschaft 2018 fand Durmisi keine Berücksichtigung. Am 22. Mai 2019 wurde er für den Kader für die EM-Qualifikationsspiele gegen Irland und Georgien nominiert, kam allerdings in beiden Partien, die im Juni 2019 stattfanden, nicht zum Einsatz.

## Erfolge
- Italienischer Supercupsieger: 2019